# Mynes elissa
Mynes elissa är en fjärilsart som beskrevs av Hans Fruhstorfer 1905. Mynes elissa ingår i släktet Mynes och familjen praktfjärilar. Inga underarter finns listade i Catalogue of Life.